# Varaha

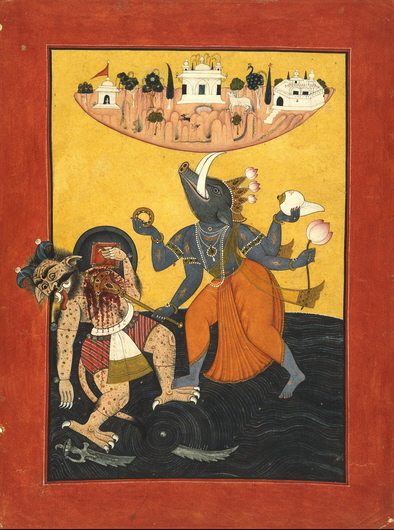
Varaha ținând în colți pământul și ucigând demonul Hiranyaksha.

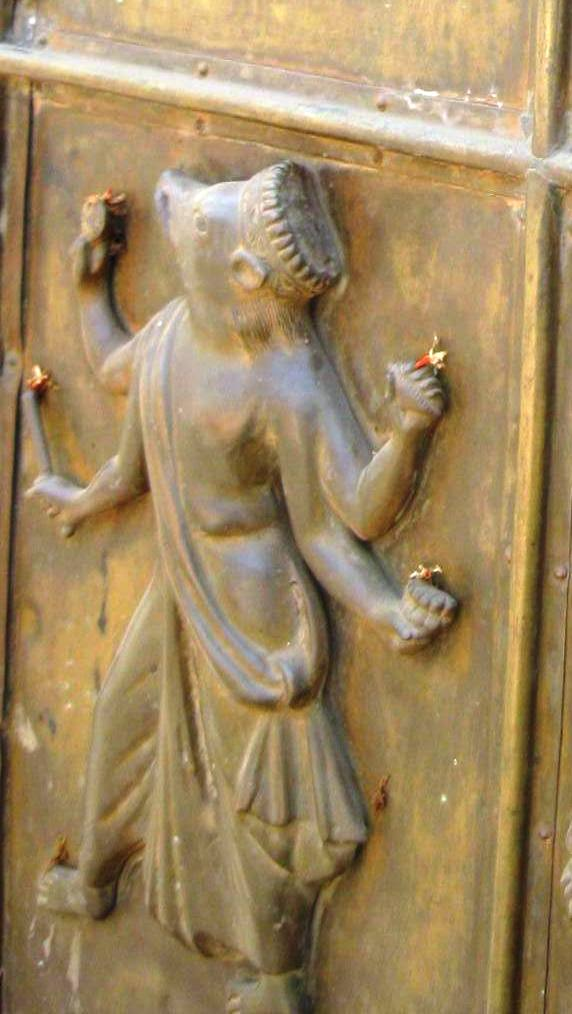
Varaha Avatar pe un car de aramă din Searsole Rajbari, Bengalul de Vest, India

În hinduism, Varaha a fost al treilea  avatar al zeului Vishnu. El este reprezentat ca un monstru hibrid jumătate om jumătate porc mistreț. Când demonul Hiranyaksha a furat pământul și l-a ascuns în apele primordiale, Varaha s-a dus după demon, pe care la ucis salvând pământul.